# Kim Nielsen
Kim Scharboe Nielsen født 22. oktober 1957 er en tidligere dansk atlet fra IF Gullfoss. 
Han startede med atletik som 11 årig og vandt flere danske ungdomsmesterskaber.
Han vandt han det danske mesterskab på 800 meter både udendørs og indendørs. Var 3.løber på Gullfoss 4x100 meter stafethold som vandt DM guld og satte dansk rekord och tilhørte den nationelle eliten i trespring hvor han sprang 14,18 i 1984. Han var Landsholdsløber på 400 meter, 800 meter og i stafetløb. Han var især kendt for sin gode slutspurt. 
Han er en af de få der kunne løbe 35 min på 10.000 meter og 10,90 sek på 100 meter. Han er i dag formand og instruktør i If Gullfoss.

## Personlige rekorder
- 400 meter: 48,30 1978
- 800 meter: 1.51,41 1980
- 1000 meter: 2.24,2 1980
- Trespring: 14,18 1984